# أخيلوبيتور
الأخيلوبيتور (أي «البطل أو المحارب آخيل») هو جنس من الديناصورات الثيروبودية التي تنتمي إلى مجموعة الدرومايوصوريات، وعاشت خلال العصر الطباشيري المتأخر قبل حوالي 90 مليون سنة في أرض منغوليا. ربَّما كان هذا الديناصور حيواناً نشيطاً وسريعاً ثنائي الحركة، وكان لديه مخلب كاشط كبير في الإصبع الثاني من قدميه يَستخدمه بالصيد. وقد كان درومايوصورياً كبيراً، حيث أن طول أحفورته الوحيدة المعروف يُقدَّر بحوالي 6 أمتار.
اشتقَّ اسم الأخيلوبيتور من الاسم «آخيل» (وهو اسم محارب إغريقيّ شهير من حرب طروادة) والكلمة المنغولية «بيتور» (التي تعني «بطل» أو «محارب»)، وفي هذا إشارة إلى وتر أخيل الكبير الذي يُقابل مخلب القدم الكاشط عندَ الأخيلوبيتور، وهوَ أداة القتل الأساسية عند الدرومايوصوريات. وأما النوع الوَحيد الذي يَتبع الجنس وهو «أ. جيغانتيكوس» فقد حازَ اسمه كونه أحد أكبر الدرومايوصوريَّات المعروفة.

## الاكتشاف

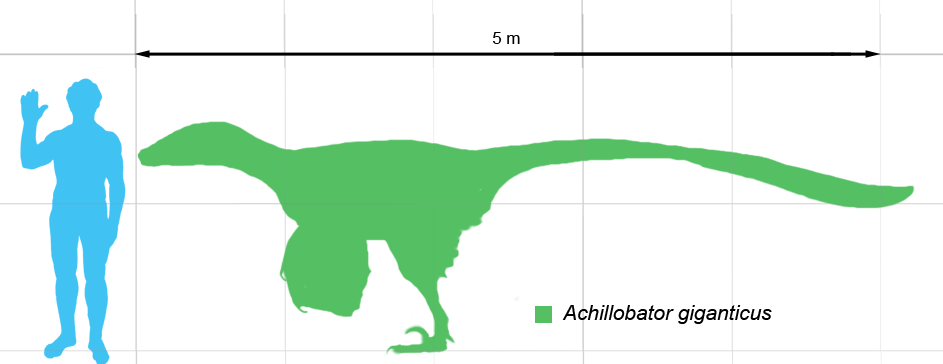
مقارنة بين حجم الأخيلوبيتور وإنسان بالغ.

اكتشفت أوَّل (وآخر) أحفورة للأخيلوبيتور على يد بعثة منغوليَّة روسية ميدانية في عام 1989، لكنه لم تُوصف وتُسمَّى حتى عام 1999، عندما قامَ بهذا الإحاثيُّ المنغولي «ألتانجيريل برلي» بمُساعدة الأمريكيَّين «مارك نورل» و«جيم كلارك»، لكن مع ذلك فقد كان الوصف في الواقع غير مُكتمل ونُشرَ دون علم المؤلّفين الأخيرين.
كانت مُعظم عظام الأخيلوبيتور التي عُثرَ عليها مفكَّكة في غالبها، وقد كانت تتألف من شظايا من الفك العلوي مع بعض الأسنان، بالإضافة إلى فقرات من كل أجزاء العمود الفقري وأضلاع وعظام من الكتف والحوض واليدين والساقين. عثرَ على هذه البقايا في «تشكيل بيان شيريه» بمحافظة دورنوغوفي المنغوليَّة، الذي يَعود إلى العصر الطباشيري المتأخر. لكن مع ذلك فإن التاريخ الدقيق الذي تعودُ إليه العظام غير واضح نظراً إلى وجود فرضيَّتين متناقضتين في هذا الشأن، فالأولى تُظهر بمقارنة التشكيل مع التشكيلات الأخرى المُجاورة اعتماداً على حيواناته أنه يَقع بين الفترتين التورونية والكامبانية من العصر الطباشيري المتأخر، أي قبل فترة تتراوح من 93 إلى 80 مليون سنة من الآن، وأما الفرضية الثانية المبنيَّة على دراسة علم طبقات الأرض المغناطيسية على تشكيل بايان شيريه فتُظهِر أنه يَعود بأسره يَعود إلى الفترة السانتونية وربَّما القليل من الفترة السينومانية، أي قبل فترة تتراوح من 98 إلى 83 مليون سنة.

## التصنيف
ربَّما يكون الأخيلوبيتور درومايوصوريًّا، وهي فصيلة يُعتقَد أنه وثيقة الصلة جداً بالطيور. على الرغم من أن علاقة الدرومايوصوريات بالثيروبودات الأخرى مفهومة نسبياً فلا تزال العلاقات الوراثية العرقية داخل الفصيلة نفسها غير مفهومة كثيراً. عموماً تظهر أحدث التحاليل في هذا المجال أن الأخيلوبيتور يَنتمي إلى تحت فصيلة الدرومايوصورات، وصلته وثيقة ضمنها بالأنواع شمال الأمريكية أكثر من الأنواع الأخرى، وهذه تشملُ الأوتارابتور والدرومايوصور والداينونيكوس والفيلوسيرابتور، وهذه جميعاً هي درومايوصوريات أيضاً، غير أنه يَبدو أنها تُمثل فرعاً منفصلاً ضمن المجموعة.